# Falco

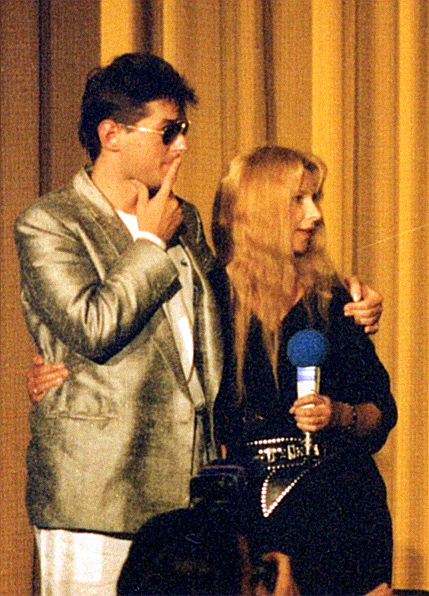
Falco und Ursela Monn, 1986

Falco (* 19. Februar 1957 als Johann Hölzel in Wien; † 6. Februar 1998 nahe Puerto Plata, Dominikanische Republik) war ein österreichischer Musiker. Sein Titel Rock Me Amadeus erreichte bis heute als einziges deutschsprachiges Lied die Spitze der US-Billboard-Charts.

## Persönliches Leben
Johann „Hans“ Hölzel kam 1957 in Wien als der einzige Überlebende von Drillingen zur Welt. Die beiden anderen Kinder hatte die Mutter im dritten Schwangerschaftsmonat verloren.
Sein Vater Alois Hölzel (* 29. April 1928; † 19. August 2019) stammte aus Niederösterreich und arbeitete als Werkmeister in einer Maschinenfabrik, seine Mutter Maria Hölzel, geborene Saurer, (* 15. November 1926; † 13. April 2014) kam aus Bad Tatzmannsdorf im Burgenland und war zum Zeitpunkt seiner Geburt Filialleiterin einer Wäscherei im 14. Wiener Gemeindebezirk Penzing; 1959 übernahm sie ein Lebensmittelgeschäft in der Ziegelofengasse, um das Einkommen der Familie aufzubessern.
Er wuchs als Einzelkind in einfachen Verhältnissen in der Ziegelofengasse im 5. Wiener Gemeindebezirk Margareten auf.
Schon früh zeigte sich Hölzels ausgeprägtes musikalisches Talent. So lernte er schnell Schlager auswendig, die im Radio gespielt wurden. Zu seinem vierten Geburtstag bekam er einen Stutzflügel geschenkt, ein Jahr später einen Plattenspieler, auf dem er bevorzugt Elvis Presley, Cliff Richard und die Beatles hörte. Im Alter von fünf Jahren wurde ihm bei einem Vorspieltermin an der Wiener Musikakademie ein absolutes Gehör bescheinigt.
1963 wurde Hölzel in eine römisch-katholische Privatschule der Piaristen eingeschult. Ab 1967 besuchte er das Rainergymnasium in Wien-Margareten. Wenig später verließ der Vater die Familie, so dass Hans Hölzel unter der Obhut seiner Mutter, seiner Großmutter und einer Nachbarin aufwuchs. In dieser Phase bildete sich ein inniges Verhältnis zur Mutter heraus, das bis zu seinem Tod anhielt. 1973 verließ er die Schule, nachdem er etliche Fehlstunden angehäuft hatte. Auf Drängen seiner Mutter begann er bei der damaligen Sozialversicherung der gewerblichen Wirtschaft (heutige Sozialversicherungsanstalt der Selbständigen SVS) als Manipulant zu arbeiten.
Im Alter von 17 Jahren meldete er sich freiwillig zum achtmonatigen Präsenzdienst beim Bundesheer. Mit Freunden gründete er die Band Umspannwerk. In dieser Zeit spielte er anfangs E-Gitarre und wechselte dann zu seinem Lieblingsinstrument, dem E-Bass. Anschließend schrieb er sich zunächst am Wiener Musikkonservatorium ein, brach das Studium jedoch nach einem Semester ab, um „ein richtiger Musiker“ zu werden.
Falcos Privatleben stand oft im Blickpunkt der Medien. Besonderes Interesse weckte die Schwangerschaft seiner späteren Ehefrau Isabella Vitkovic, die er zum Zeitpunkt der Zeugung kaum gekannt hatte und die im März 1986 im Beisein Falcos eine Tochter zur Welt brachte. Zwei Jahre später, im Juni 1988, heirateten die beiden in Las Vegas; die Ehe hielt nur ein knappes Jahr. Im Herbst 1993 ergab ein Vaterschaftstest, dass Falco nicht der leibliche Vater des Mädchens war. Der Kontakt zu ihr bestand aber weiter.
Von der Klatschpresse weiterhin verfolgt, zog sich Falco in die Dominikanische Republik zurück, wo er an seinem neuen Album arbeiten wollte. Falco dazu: „Die Frage ist nicht: Was mache ich hier? Die Frage ist: Was lasse ich in der Zeit, in der ich da bin, zu Hause für einen Blödsinn aus?“.

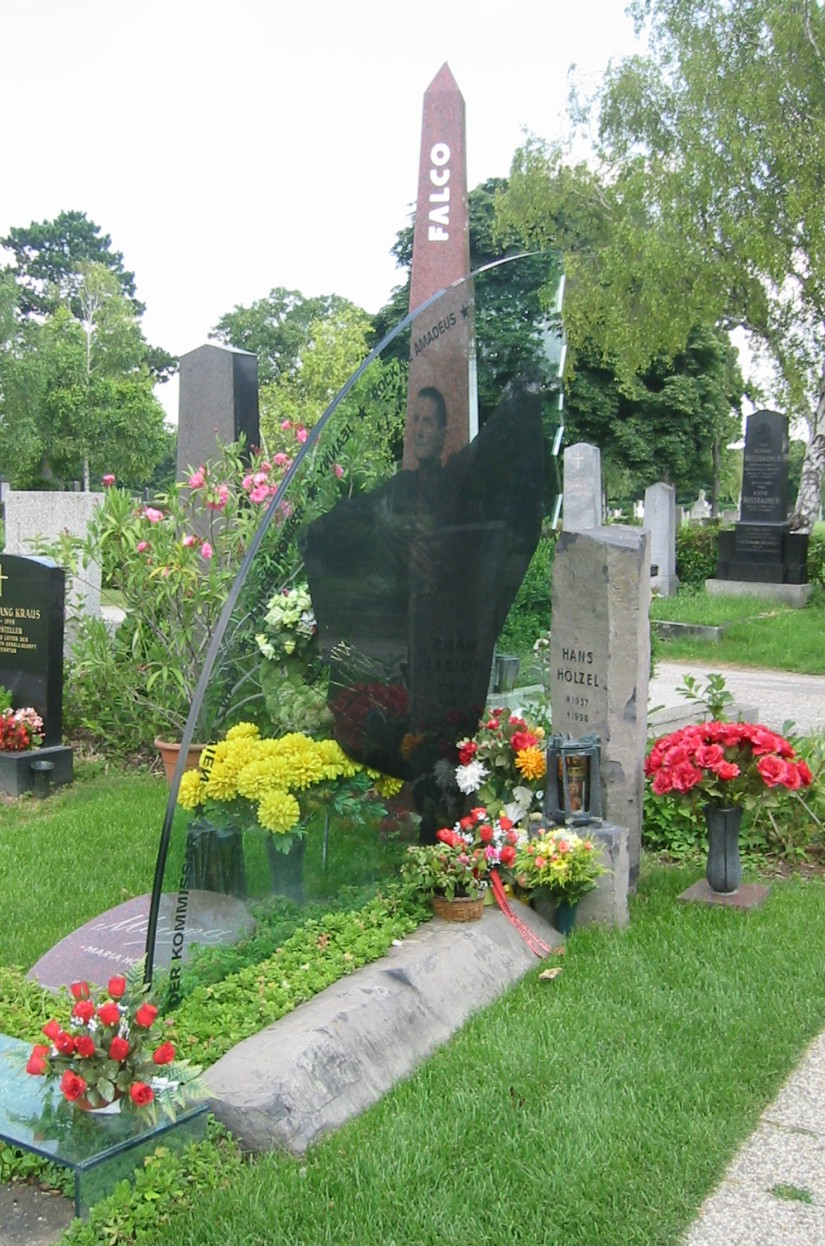
Falcos Grab auf dem Wiener Zentralfriedhof im Jahr 2006

Am 6. Februar 1998 starb Falco kurz vor seinem 41. Geburtstag bei einem Autounfall auf der Straße zwischen Villa Montellano und Puerto Plata in der Dominikanischen Republik. Bei der Ausfahrt vom Parkplatz einer Diskothek rammte ein Bus seinen Geländewagen; er war sofort tot. Bei der Obduktion wurden bei ihm ein Blutalkoholwert von 1,5 Promille und große Mengen an Kokain sowie etwas Marihuana nachgewiesen.
In Österreich wurde Falco im Beisein von über 4000 Menschen auf dem Wiener Zentralfriedhof in einem ehrenhalber gewidmeten Grab beerdigt. Sein Sarg wurde von Mitgliedern der Wiener Motorrad-Rocker Outsider Austria, die 1985 im Video zu Rock Me Amadeus mitgespielt hatten, zu Grabe getragen. Auch Jahre nach Falcos Tod ist sein Grab eine Pilgerstätte seiner Fans.
In der Folgezeit kam das Gerücht auf, Falco habe sich selbst getötet. Dies lag in erster Linie an der so interpretierten Textzeile „Muss ich denn sterben, um zu leben?“ aus dem Stück Out of the Dark; allerdings war das Lied bereits einige Jahre vor Falcos Tod entstanden und auch nicht von ihm geschrieben worden, sondern von Torsten Börger.

## Musikalische Karriere

### Anfänge (1977–1980)
Johann Hölzel zog für einige Monate nach West-Berlin, wo er als Jazz-Bassist in verschiedenen Clubs spielte und mit der Musikszene in Berührung kam. Im Fernsehen sah er beim Neujahrsspringen 1978 der Vierschanzentournee den „Falke“ genannten DDR-Skispringer Falko Weißpflog, der ihn beeindruckte. Hölzel beschloss, sich nach dem Sportler zu benennen; um eine bessere internationale Vermarktbarkeit zu erzielen, änderte er die Schreibweise des Namens zu Falco. Zunächst ließ er sich bei einigen Auftritten als Falco Gottehrer beziehungsweise Falco Stürmer ankündigen, doch fielen diese Zunamen nach kurzer Zeit wieder weg. Er äußerte sich mehrmals zu seinem Künstlernamen:

„Also ich glaube, wenn du Hans Hölzel heißt und 1981 im Musikgeschäft antreten willst, dann kannst du damit keinen Preis gewinnen. […] Falco war eine gute Idee, nicht? Ein deutscher Name, der damals, 1980, gut in die Landschaft gepasst hat, der aber trotzdem […] internationalen Charakter hatte und ich keine Ahnung hatte, so wirklich, vom Kopf her, wie groß das Ding werden wird […]“

„Wenn mich ein intelligenter Medienkollege […] fragt: Falco, jetzt sag uns einmal ganz klar: Wieviel von dir ist Falco und wieviel Hans Hölzel?, kriege ich einen schizoiden Anfall […]“

Zurück in Wien, trat Falco dem Ersten Wiener Musiktheater (später Hallucination Company) bei, einem avantgardistischen Rocktheater. Mit dieser Gruppe erzielte er erste Erfolge, die zunächst auf die Wiener Szene beschränkt waren. Im Jahresverlauf wechselte er zur politischen Anarcho-Band Drahdiwaberl. Parallel dazu war er ab 1979 auch Mitglied der Band Spinning Wheel, mit der er in „österreichischen Einkaufszentren hochprofessionell zum Tanz aufspielte“.
Als Bassist und gelegentlicher Sänger zeigte Falco neben seinem musikalischen Talent auch schon seine exaltierte Seite: Bei den Auftritten der „Chaotenband Drahdiwaberl“ schützte er seine Designerkleidung durch Plastiküberzüge vor Beschädigung. Sein selbst geschriebenes Stück Ganz Wien, das von der Band als Pausenfüller gedacht war, trug Falco 1980 als Sänger vor. Das Lied, das den Drogenkonsum in der Wiener Szene thematisierte, wurde zum Underground-Hit in der österreichischen Hauptstadt; der Hörfunk boykottierte es.
Im Mai 1979 produzierte Falco seine erste Single mit den Titeln Chance to Dance und Summer, die erst 28 Jahre später im Rahmen einer Werbeaktion für die Wiener Einkaufsstraßen in Form einer Reklame-CD veröffentlicht wurden. Die CD enthält sowohl die beiden Originalaufnahmen als auch jeweils einen mit zusätzlichen Gitarrenparts versehenen Remix sowie ein Interview mit dem Produzenten der Platte, René Reitz.

### Die ersten Alben (1981–1984)
Der Wiener Plattenunternehmer Markus Spiegel erkannte bei einem Konzert der Band Drahdiwaberl Falcos Talent und schloss mit ihm einen Vertrag über drei Solo-LPs ab; auch die Band wurde unter Vertrag genommen.

„Als ich Falco bei einem Drahdiwaberl-Konzert in den Wiener Sofiensälen erstmals mit seiner Nummer Ganz Wien sah, war mir klar, dass ich ihn als Solokünstler unter Vertrag nehmen wollte. Falco hat auf mich einen ungeheuer charismatischen Eindruck hinterlassen.“

Als erstes erschien Mitte 1981 das Band-Studio-Album Psychoterror, auf dem auch die Nummer Ganz Wien zu finden ist. Im Herbst erschien die englische Version That Scene, Falcos Debütsingle, welche auch im Radio gespielt wurde und auf Platz 11 der Ö3-Hitparade kam. Weitere Veröffentlichungen dieses Liedes, nun wieder auf Deutsch, folgten auf seinem Debütalbum Einzelhaft und der Rückseite der dritten Single Maschine brennt.
Markus Spiegel brachte Falco mit dem Musikproduzenten und Soundmixer Robert Ponger zusammen, der im Sommer 1981 ein Lied für Reinhold Bilgeri komponiert hatte, dem es aber nicht gefiel – im Gegensatz zu Falco, der einen Text dazu schrieb. Zusammen produzierten sie den Titel Der Kommissar, der schnell zum Club-Hit aufstieg. Im Herbst 1981 wurde Der Kommissar veröffentlicht und bescherte Falco 1982 europaweit Toppositionen. Auch in Übersee verzeichnete die Single beachtliche Erfolge: In Kanada erhielt Falco für die Single Gold, in den USA schaffte er es mit dem Titel auf Platz 72. Falco war einer der wenigen Künstler, der mit einem deutschen Text in die US-Charts gelangte. Auch in Guatemala führte der Song die Hitparade an. Insgesamt wurde Der Kommissar weltweit etwa sieben Millionen Mal verkauft, so in Frankreich 750.000 Mal. Der Titel war weltweit der erste kommerziell erfolgreiche Rap-Song eines Weißen.
Mit der Produktion der Musikvideos zu den Singles entstand eine Zusammenarbeit zwischen Falco und den Regisseuren Hannes Rossacher und Rudi Dolezal (DoRo Produktion), die bis zu seinem Tod andauerte. Im selben Jahr erschien das dazugehörige Album Einzelhaft, das sich an die Spitze der österreichischen Charts setzte und weltweit rund eine dreiviertel Million Mal verkauft wurde.
Das zweite Album, Junge Roemer, das ebenfalls von Robert Ponger produziert wurde, erschien 1984. Obwohl das Album später als Falcos gelungenste Platte betrachtet wurde, blieben die Verkaufszahlen deutlich hinter den hohen Erwartungen zurück, die der Vorgänger Einzelhaft geweckt hatte: 120.000 Mal wurde die Platte in Deutschland verkauft, in Österreich erhielt Falco für die erreichten Verkaufszahlen eine Goldene Schallplatte. Um den Plattenverkauf zu steigern, nahm Falco den Song Kann es Liebe sein im Duett mit Désirée Nosbusch neu auf, doch auch dies war nicht sehr erfolgreich. Junge Roemer war das erste Album, das vollständig verfilmt wurde; gedreht wurde in verschiedenen Teilen der Vereinigten Staaten, unter anderem im Chelsea Hotel. Dort wurde No Answer mit dem österreichischen Fotomodell Brigitta Cimarolli gedreht. Unter dem Titel Falco – Helden von heute wurde der Film 1984 in der ORF-Reihe Helden von heute ausgestrahlt.

### Internationaler Durchbruch (1985–1987)

Albumcover zur LP Falco 3

Nach dem kommerziellen Misserfolg mit Junge Roemer wechselte Falco 1985 von Robert Ponger zum niederländischen Produzenten-Duo Bolland & Bolland. Zunächst produzierte er mit den Brüdern das Album Falco 3. Beeinflusst von Miloš Formans Kinofilm Amadeus und zahlreichen neu erschienenen Mozart-Biografien entstand Rock Me Amadeus, das sein größter Hit wurde. Nachdem der Song bereits zahlreiche Toppositionen in Europa erreicht hatte, stieg er Anfang 1986 in die Top Ten der US-amerikanischen Singlecharts ein und belegte dort schließlich ab dem 20. März 1986 für drei Wochen Platz eins, was zuvor keinem anderen deutschsprachigen Titel gelungen war.
Gleichzeitig erreichte das Album Falco 3 Platz 3 der Billboard 200. Rock Me Amadeus wurde wenige Wochen später auch in Großbritannien auf dem 1. Platz gelistet. Der unerwartete Erfolg hatte für ihn auch Schattenseiten, denn die eigene Messlatte war damit sehr hoch gelegt, und er hegte Zweifel, ob er an diesen Erfolg noch einmal anknüpfen könne oder die Spitze des Ruhms damit erreicht sei.
Im deutschsprachigen Raum gab es eine heftige Kontroverse über das Lied Jeanny, das nach Rock Me Amadeus und Vienna Calling veröffentlicht worden war. Mit der Ausstrahlung des dazugehörigen Videos im Fernsehen brach ein Streit über den Inhalt des Stücks aus. Viele Sendeanstalten verweigerten das Abspielen, weil Jeanny ihrer Meinung nach eine Gewalttat nicht nur beschrieb, sondern sogar verherrlichte. Die Boykotte konnten den Erfolg nicht schmälern: In Deutschland belegte Jeanny Anfang 1986 acht Wochen lang Platz 1 in den Charts und wurde die meistverkaufte Single des Jahres.
Nach seiner Tournee im Sommer 1986 schloss Falco die Arbeit am vierten Album Emotional ab, das im Herbst desselben Jahres erschien. Auf diesem Album befinden sich unter anderem die Singles The Sound of Musik (mit der Falco auch die umstrittene Wahl des österreichischen Bundespräsidenten Kurt Waldheim thematisierte), Coming Home (Jeanny Part 2, Ein Jahr danach) und Emotional. Nach Erscheinen dieses Albums ging Falco auf eine Welttournee, die ihn von Österreich über Deutschland und die Schweiz bis nach Japan führte. Die sechs Konzerte in Japan sollten dann auch der „Testlauf“ für Auftritte in den USA sein, die zwischen Jänner und März 1987 geplant waren.
Nach dem großen Erfolg von Rock Me Amadeus und anderer guter Platzierungen weltweit war für Falco die Möglichkeit gegeben, sich dauerhaft international zu etablieren. Doch der Japan-Abstecher und Falcos persönliche Haltung vereitelten dieses Ansinnen. Von Heimweh geplagt, traf Falco die Entscheidung, die Weltstar-Ambitionen zu beenden, da sie längere Auslandsaufenthalte bedingt hätten. In einem späteren Interview sagte er: „Ich hätte oftmals Gelegenheit gehabt, nach Amerika zu gehen. Ich habe es nicht getan, weil das Schönste an der amerikanischen Fahne die rotweißroten Streifen sind.“

### Rückschläge, Comeback und Stilwechsel (1988–1997)

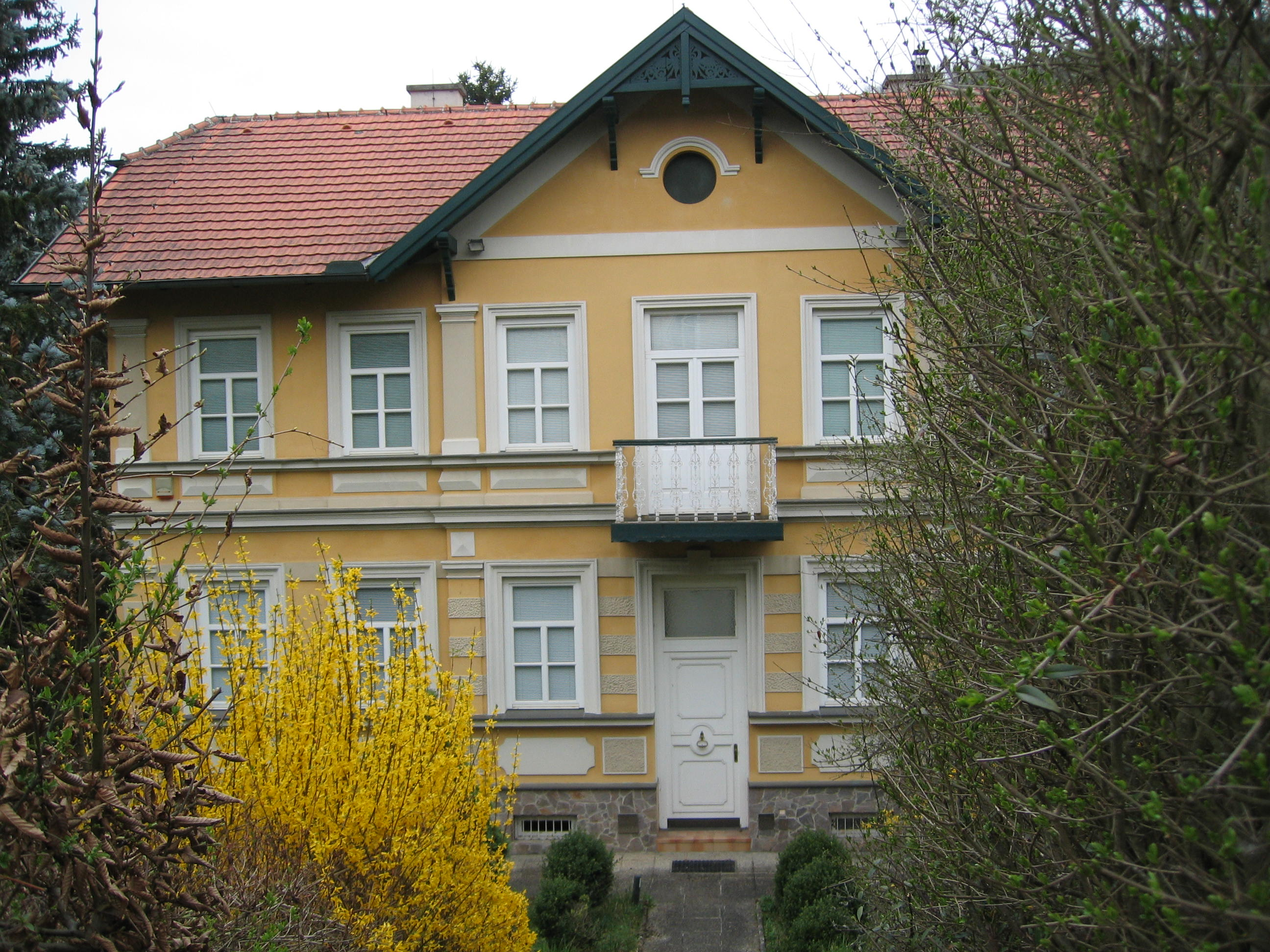
1987 kauft Falco diese Villa in Gars am Kamp, die seither Falco-Villa heißt und seit 2024 besichtigt werden kann.

1987 machte Falco musikalisch wenig von sich reden. Nach der kräfteraubenden Japan-Tour war er körperlich und psychisch in einer schlechten Verfassung und zog sich in der Folge weitgehend aus der Öffentlichkeit zurück. Nachdem im Frühjahr mit Emotional lediglich der Titeltrack seines letzten Albums veröffentlicht worden war (welcher sich in den Charts als nur mäßig erfolgreich erwies), begann er in der zweiten Jahreshälfte mit der Arbeit an neuem musikalischen Material. Die Aufnahmen zu seinem fünften Album, das er mit Gunther Mende und Candy de Rouge produzieren wollte, verliefen jedoch schleppend und wurden schließlich ganz eingestellt, nachdem seitens der Plattenfirma die Qualität der wenigen bis dato eingespielten Titel bemängelt wurde. Als einzige Neuveröffentlichung erschien die zusammen mit Brigitte Nielsen aufgenommene und von Giorgio Moroder produzierte Single Body Next to Body, die allerdings nicht an die Erfolge der beiden vorherigen Jahre anknüpfen konnte.
1988 kam es nach einem Zerwürfnis mit den Bolland-Brüdern doch noch einmal zu einer Zusammenarbeit mit den beiden holländischen Hit-Lieferanten. Mit ihrer Hilfe wurden die Aufnahmen zum neuen Album wieder aufgenommen und zu Ende gebracht. Im Herbst des Jahres erschien schließlich die Platte Wiener Blut. Diese kam in Deutschland zwar in die Top 10 und erreichte in Österreich Platz zwei, doch war ihr kein anhaltender kommerzieller Erfolg beschieden; die Verkaufszahlen blieben deutlich hinter denen des Vorgängers Emotional zurück. Von der geplanten Europatournee fand nur das Auftaktkonzert in Oldenburg statt, die restlichen Auftritte wurden wegen zu geringer Nachfrage abgesagt. Nach dem Misserfolg von Wiener Blut beendete Falco abermals die Zusammenarbeit mit den Bolland-Brüdern. Mit Robert Ponger, der bereits Falcos erste beiden Alben produziert hatte, nahm er 1990 das Album Data de Groove auf. Die Platte und die gleichnamige Single gelangten zwar in die österreichischen Charts (Platz 11 bei den Alben, Platz 12 bei den Singles), doch außerhalb seiner Heimat konnte Falco keine nennenswerte Notierung verbuchen. Data de Groove markierte somit Falcos kommerziellen Tiefpunkt. In einem Gespräch aus dem Jahr 1991 mit einem Redakteur des Rennbahn-Express sagte Falco: „›Data de Groove‹ war ein introvertiertes, sehr privates Album. Die Menschen wollen nicht bei meinem Semester an der Universität teilnehmen, bis sie es verstehen. Ich werde nicht mehr Texte produzieren wie z. B. ‚The mega the score desto mono de chrome‘. Ich will es besser machen. Ich fühle mich jetzt stärker, als was ich vor fünf Jahren gemacht habe. Zu dieser Zeit war ein Durcheinander, aber heute arbeite ich an meiner Karriere wie nie zuvor.“
Im Herbst 1992 erschien das Album Nachtflug, das sich deutlich besser verkaufte als Data de Groove. Auch die Singleauskopplung Titanic konnte – zumindest in Österreich – an die alten Erfolge anknüpfen.
Kurz vor Veröffentlichung des Albums Nachtflug gab Falco ein Interview, in dem er auch über die Thematik des Songs Titanic sprach: „Ich hab 200 Freunde gefragt, was ihnen zu dem Wort ‚Dekadenz‘ einfällt. Alle haben etwas anderes gesagt, aber es hat immer irgendwie was mit mir zu tun gehabt. Laut Duden heißt es ja ‚Untergang‘, und dann war für mich klar: Die Titanic […] wird wahrscheinlich nicht an Erfolge wie Rock Me Amadeus anschließen können, aber ich glaube schon, dass es ein kräftiges Lebenszeichen sein wird. […] Die Titanic befasst sich auf jeden Fall kritisch mit der Gesellschaft, die glaubt, dass ihr im Fallen die Flügel wachsen, und ich meine, dieser Gesellschaft gehören wir auch an!“ Vom Erfolg des Albums Nachtflug motiviert, ging Falco im Mai 1993 wieder auf Europa-Tournee. Im Rahmen dieser Tour trat er einen Monat später beim Wiener Donauinselfest vor rund 150.000 Besuchern auf. Obwohl ein heftiges Gewitter die Zuschauer durchnässte und ein Teil der Bühnentechnik ausfiel, wurde das Konzert zunächst fortgesetzt, später aber wegen der Regenmenge und der defekten Technik vorzeitig beendet. Im September des Jahres war Falco Gast beim Jubilée-Konzert von Opus im Grazer Orpheum, um das 20-jährige Bestehen der Band zu feiern. Er sang zusammen mit Opus-Sänger Herwig Rüdisser den Opus-Hit Flyin’ High.
1995 veröffentlichte Falco die Single Mutter, der Mann mit dem Koks ist da, eine Techno-Version eines Alt-Berliner Gassenhauers aus den 1920er Jahren. Dafür wählte er das Pseudonym T>>MA, um so dem zu erwartenden Erfolgsdruck einer neuen Falco-Single zu entgehen. Ein halbes Jahr später stürmte der Titel die Charts und bescherte Falco unverhofft einen neuen Hit. Im Sommer 1996 wurde die Dance-Nummer Naked (unter Falco feat. T>>MB) veröffentlicht, die die Erfolgsaussichten des geplanten neuen Albums Egoisten (so der ursprüngliche Titel von Out of the Dark) ausloten sollte. Während die Single in Österreich bis auf Platz 4 kam, wurden in Deutschland nicht einmal 50.000 Exemplare verkauft. Dieser Misserfolg führte dazu, dass Falco seine Ideen für das neue Album verwarf und dessen Veröffentlichung auf unbestimmte Zeit verschoben wurde. Naked wurde die letzte Veröffentlichung zu Falcos Lebzeiten. Am 19. Februar 1997 beging Falco mit einem großen Fest seinen 40. Geburtstag, auf dem er vor den versammelten Gästen einige seiner großen Hits spielte und ein Preview auf das neue Album gab. Anwesend war auch Niki Lauda, ein langjähriger Wegbegleiter Falcos, der später eine Boeing 737-800 auf den Namen Falco taufte. Silvester 1997 hatte Falco seinen letzten offiziellen Live-Auftritt in der Excalibur City. Anfang 1998 flog Falco nach der gemeinsamen Weihnachtsfeier mit seiner Mutter zurück in seine karibische Wahlheimat, die Dominikanische Republik.

## Posthume Wirkung
Bereits 1985 wurde der Österreicher Michael Patrik Simoner vom Drahdiwaberl-Bandleader Stefan Weber (1946–2018) als Falco-Double entdeckt und mit einem Vertrag bedacht. Nach Falcos Tod ist er als einziger von der Falco-Stiftung autorisierter Falco-Interpret mit seinen Shows Falco forever und A Tribute to Falco aufgetreten. Er arbeitete dabei teilweise auch mit Personen zusammen, die bereits Falco künstlerisch und organisatorisch zur Seite standen.

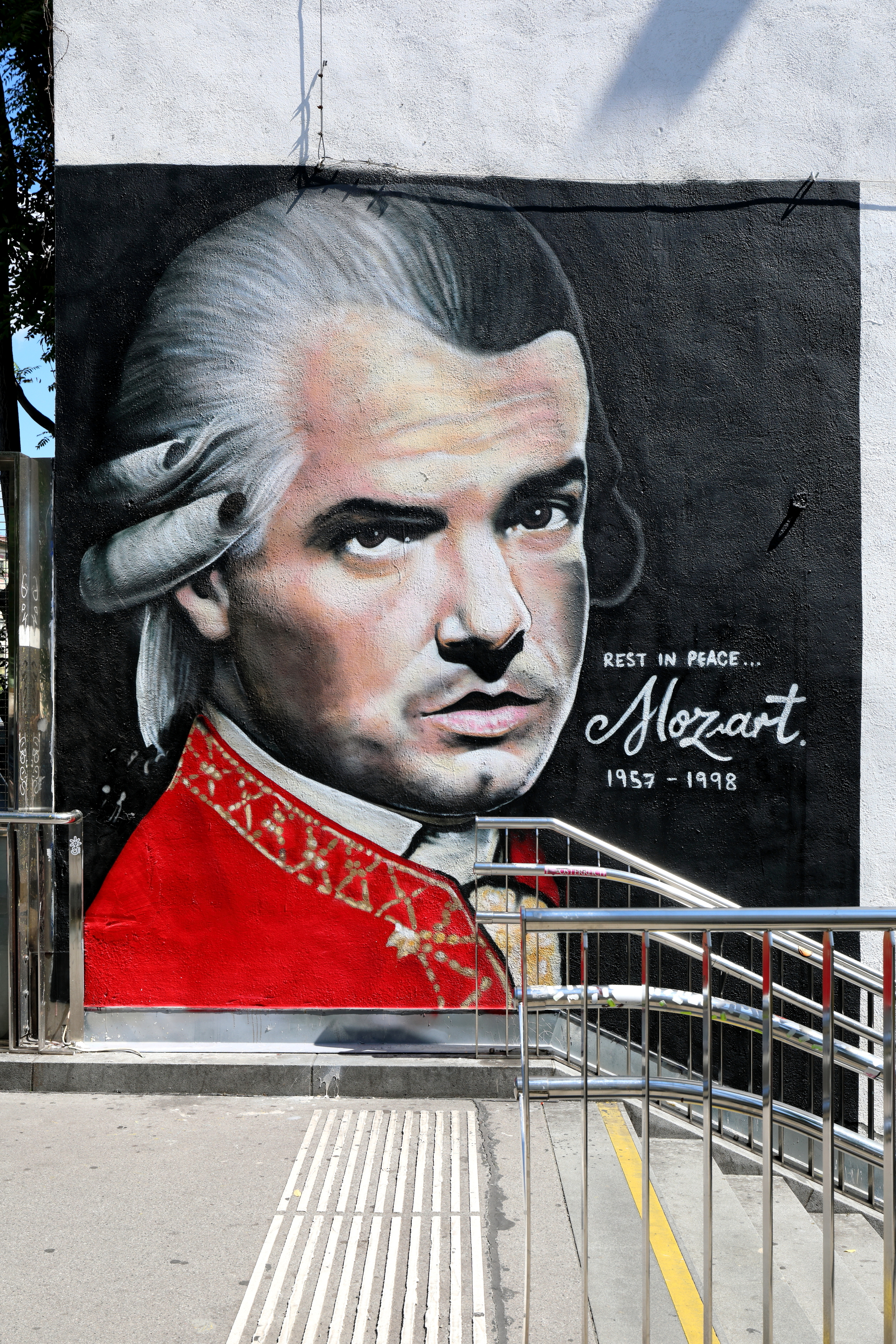
Lush Sux: Falco im Mozart-Outfit als Hommage an seinen Hit Rock Me Amadeus. Graffito bei der Falcostiege nächst U-Bahn-Station Kettenbrückengasse.

Wenige Wochen nach Falcos Tod wurde das unvollendete und bereits vor der Veröffentlichung ausverkaufte Album Out of the Dark (Into the Light) veröffentlicht und entwickelte sich zu einem großen kommerziellen Erfolg. Das Album stieg in Österreich auf Platz 1 ein und blieb drei Monate lang in den Charts; in Deutschland hielt es sich fast ein Jahr in den Top 100. Das Album wurde allein in Deutschland und Österreich zwei Millionen Mal verkauft, die gleichnamige Single über 3,5 Millionen Mal. Es folgten noch weitere postume Veröffentlichungen, darunter das Album Verdammt, wir leben noch mit zuvor unveröffentlichten Titeln.
Im Jahr 2000 kam im Wiener Ronacher die Multimediashow F@lco – A Cyber Show von Jehoschua Sobol mit André Eisermann, Hansi Lang, Roman Gregory, Georgij Makazaria von Stahlhammer in der Regie von Paulus Manker und unter der musikalischen Leitung von Falcos Bandleader Thomas Rabitsch zur Uraufführung, in der das Leben Falcos als Kampf gegen ein mächtiges Über-Ich paraphrasiert wurde. Die Bühne war in Form des @-Symbols in den Zuschauerraum hineingebaut und präsentierte die Figur Falcos mit Hilfe von Laser, 3D-Animationen und Wasserleinwand im Stil eines interaktiven Rockkonzertes. Am 24. September 2000 wurde das Musical Falco meets Amadeus (FMA) im Berliner Theater des Westens uraufgeführt. Am 6. April 2006 debütierte das Musical im Düsseldorfer Capitol-Theater.
2007 wurde aus Anlass des 50. Geburtstags von Falco die Doppel-CD und die gleichnamige DVD Hoch wie nie veröffentlicht, welche in kürzester Zeit Doppelplatinstatus erreichte und in den österreichischen Jahrescharts den 1. Platz belegen konnte. Anlässlich des 10. Todestages Falcos erschienen knapp ein Jahr später, am 1. Februar 2008, eine CD sowie eine DVD mit dem Titel Symphonic, welche aus einem Mitschnitt seines einzigen Konzerts mit einem Orchester 1994 in Wiener Neustadt entstanden ist. Zudem wurde noch eine weitere Limited Edition der CD Hoch wie nie veröffentlicht. Außerdem erschien am 7. Februar 2008 die Filmbiografie Falco – Verdammt, wir leben noch! in den österreichischen Kinos. Als Hauptdarsteller wurde der 28-jährige österreichische Musiker Manuel Rubey, Frontmann der Popgruppe Mondscheiner, verpflichtet. Am 4. Dezember 2009 erschien das Album The Spirit Never Dies mit zum Teil bisher unveröffentlichten Titeln. In Österreich erreichte die Platte Platin-Status, in Deutschland wurde das Album für über 100.000 verkaufte Einheiten mit einer Goldenen Schallplatte ausgezeichnet. Am 15. August 2014 veröffentlichte der Wiener Rapper Nazar die Single Zwischen Zeit und Raum, die er mit Thomas Rabitsch produzierte. Dafür wurde Falcos Song Die Königin von Eschnapur von 1999 nochmals eingebunden und mit Nazars Rap zu einem neuen Song kombiniert. Im Februar 2017 erschien zu seinem 60. Geburtstag die Doppel-CD Falco 60, die seine Hits und zwei Remixes (Der Kommissar und Vienna Calling) enthalten.
Anlässlich seines 65. Geburtstages zeigte der ORF am 30. Jänner 2022 den von Motiven des Liedes Jeanny inspirierten Fernsehthriller Jeanny – Das 5. Mädchen von Regisseur Andreas Kopriva mit Theresa Riess in der Titelrolle und Manuel Rubey sowie die Dokumentation Jeanny – Wie alles begann. Falco – Forever Young von Regisseur Patrick Hibler.
Am 7. Oktober 2023 hatte im Wiener Ronacher das von den Vereinigten Bühnen Wien inszenierte Musical Rock Me Amadeus Premiere.

## Ehrungen

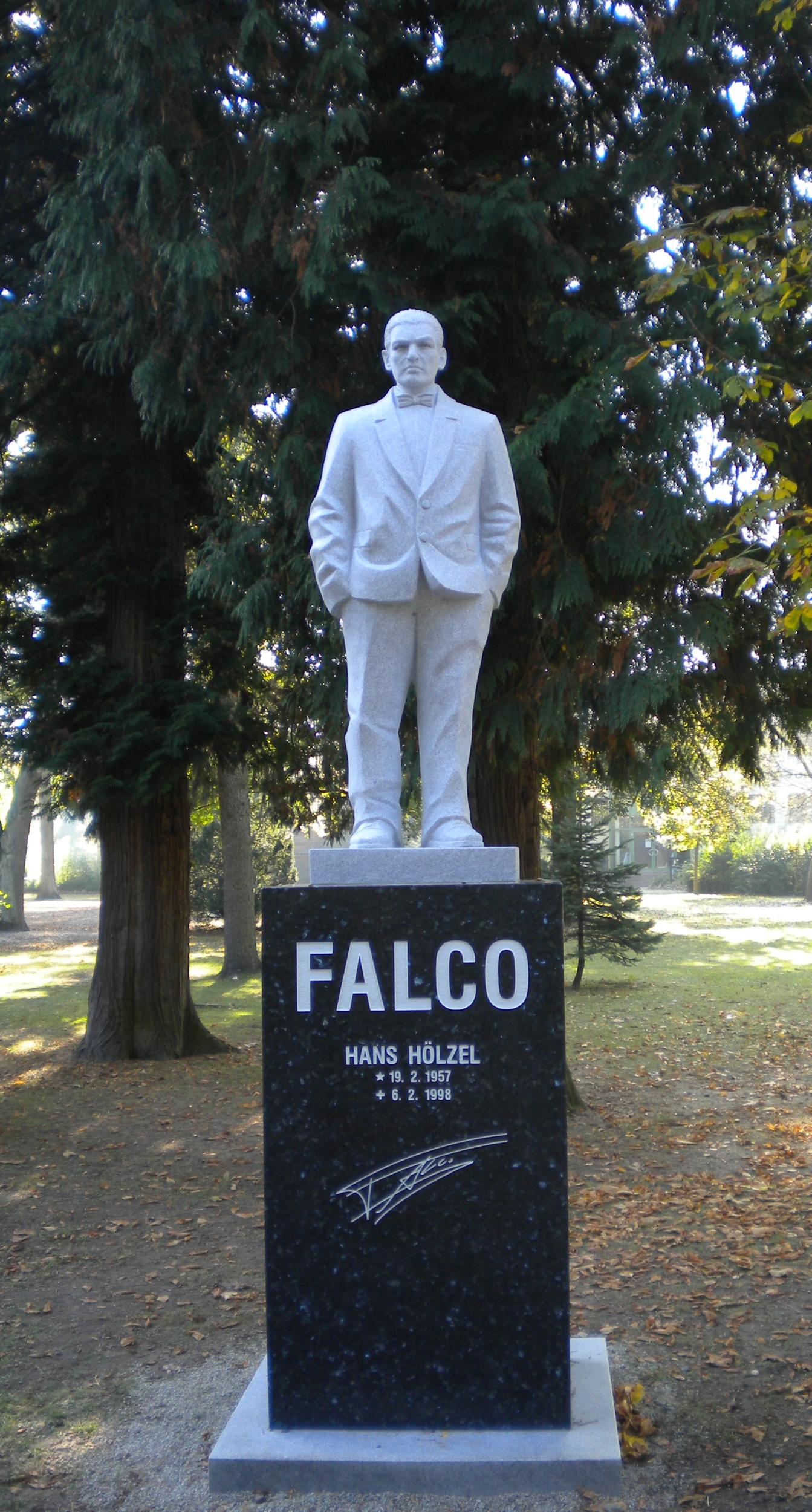
Falco-Statue in Gars am Kamp

Im Jahr 1986 wurde Falco vom Wiener Bürgermeister Helmut Zilk das Goldene Verdienstzeichen des Landes Wien verliehen.
Die österreichische Post ehrte Falco mit einer am 18. März 1994 erschienenen 6-Schilling-Briefmarke.
2003 wurde in der Nähe von Falcos ehemaligem Wohnsitz in Margareten die zur U-Bahn-Station Kettenbrückengasse führende Falcostiege nach ihm benannt. Eine weitere Benennung einer Wiener Verkehrsfläche erfolgte 2008 mit der Falcogasse, die die Donaustädter Wohnanlage Trabrenngründe durchquert, wo Falco einst mit seiner Mutter gelebt hat. Die feierliche Enthüllung des Straßenschildes für den etwa 250 Meter langen Gehweg erfolgte im Juni 2009. Im Oktober 2011 wurde im Kurpark von Gars am Kamp eine Falco-Statue enthüllt. Das vier Tonnen schwere Denkmal wurde vom deutschen Steinmetzmeister Alexander Hanel realisiert, der Sockel ist aus norwegischem Labrador-Granit. Im Juni 2018 wurde in Gansbach, Gemeinde Dunkelsteinerwald, die Falco-Skulptur „Kommt der Komet oder kommt er zu spät“ von Katrin Plavčak enthüllt. Ausgangspunkt für die Idee zur Szeneplastik war eine Textzeile aus dem Lied Nur mit dir von Falcos Album Junge Roemer. Das Monument besteht aus einer vier Meter hohen, schwarz-silberfarbenen Skulptur aus Stahl und einem Serpentinit aus dem Dunkelsteinerwald, der einen Kometen darstellt. Das Denkmal wurde von der Gemeinde gemeinsam mit dem Land Niederösterreich und der Initiative Kunst im öffentlichen Raum am neuen Falco-Platz errichtet.

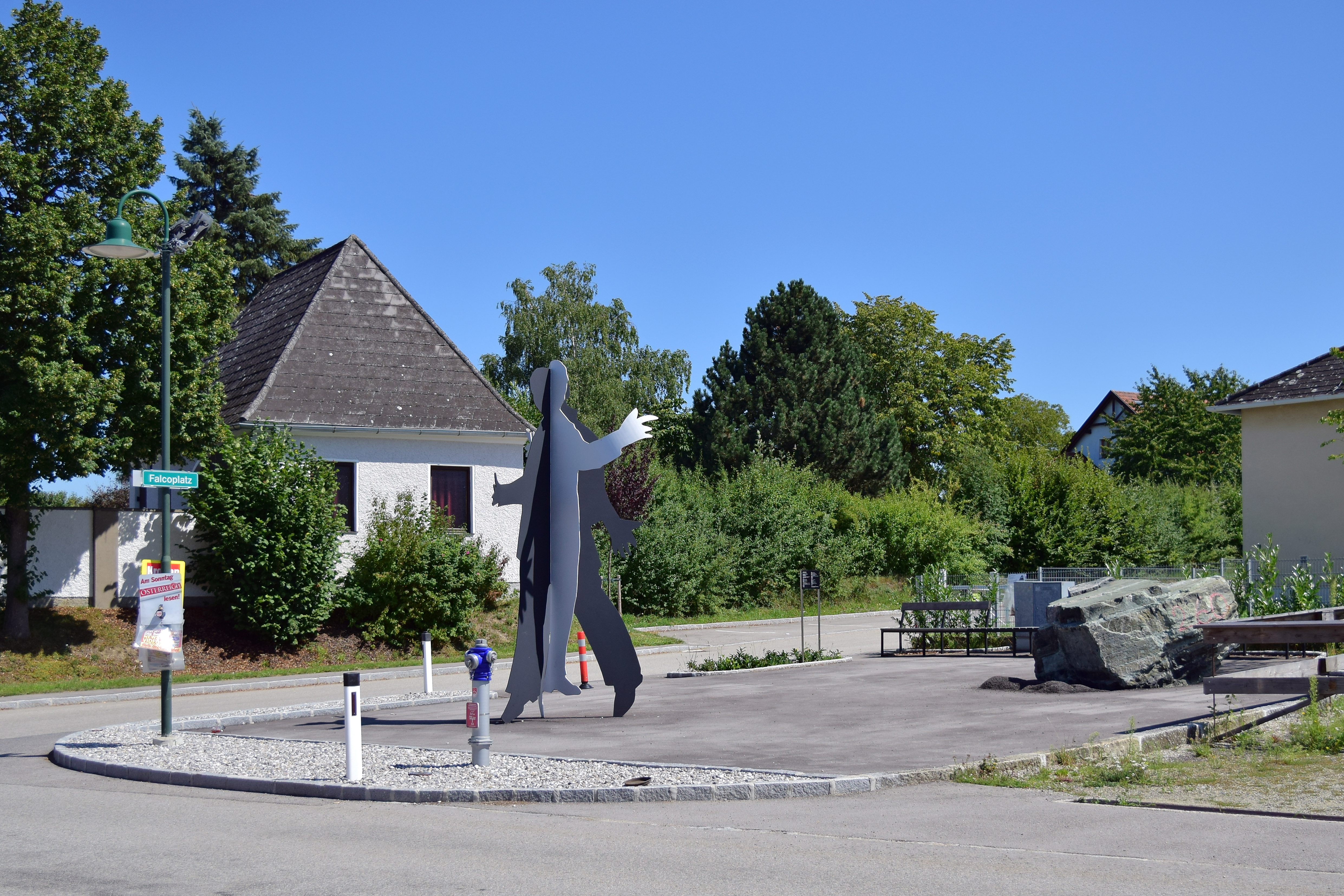
Falco-Platz in Gansbach mit Falco-Denkmal von Katrin Plavčak

 Im Februar 2019 wurde in Wien, am Schwarzenbergplatz, ein Themenlokal zu Ehren von Falco errichtet. Das Lokal ist mit goldenen Schallplatten, privaten Fotos und der roten, mit goldenen Biesen besetzten Uniform-Jacke dekoriert. In etwa 20 % der gespielten Musik sind Lieder von Falco.

## Musik

Thema zu Rock Me Amadeus

Generell wird Falco der rockbeeinflussten Popmusik zugeordnet. Seine Musik war insbesondere in den Anfängen vom Zeitalter der New Wave und von der Neuen Deutschen Welle geprägt. Sie setzt zumeist Elemente wie Synthesizer, Sprechgesang und Beats im Bereich von 80 bis 120 bpm ein. In seiner Laufbahn wechselte Falco mehrmals den Musikstil. Kurz vor Veröffentlichung des vorletzten Albums Nachtflug erklärte er: „Das ist jetzt meine siebente LP, und ich bin das erste Mal stilsicher, denn ich habe keinen. Ich habe meinen journalistischen Stil der bissigen Ansage, des Reduzierens, des Aufschreibens – aber musikalisch kann ich mich jedem Stil anpassen.“
Falcos frühe Alben sind stark an die Berlin Trilogy von David Bowie mit Low, Lodger und Heroes angelehnt. Sein Titel Nie mehr Schule ist ein instrumentales Plagiat zu Speed of Life von Low. Weitere Ähnlichkeiten sind zwischen den Liedern “Heroes” und Helden von heute beziehungsweise zwischen Junge Roemer und Let’s Dance, sowie zwischen Sand am Himalaya aus dem Album Wiener Blut und Bowies Sound and Vision zu finden.
Außerdem trat Falco besonders in seiner Anfangszeit musikalisch als Sänger mit Einflüssen von Hip-Hop und Funk auf. In Songs wie Der Kommissar entwickelte er einen eigenen Rapstil. Damit gilt Falco für ganz Europa als einer der Pioniere in diesem Genre, insbesondere für den deutschsprachigen Raum.
Mit Junge Roemer ging Falco in Richtung des poporientierten Funk. Von Musikkritikern gelobt, fand das zweite Album allerdings beim Publikum kaum Zustimmung. In einem späteren Interview äußerte sich Falco dazu: „Junge Roemer war ein absoluter Flop – wirtschaftlich. Aber von der Attitüde her was ganz Exorbitantes.“
Die nächsten Alben, Falco 3 und Emotional, verlaufen auf einer poppigeren Linie, wobei auch von Rock (America) sowie von Soul (Emotional) beeinflusste Songs zu finden sind. Der 1988 erschienene Longplayer Wiener Blut sollte ein reines Rockalbum werden. Der Titeltrack stammt ursprünglich aus einer Aufnahme-Session zu Falco 3 und ähnelt stark dem Song Vienna Calling.
1990 arbeitete Falco für Data De Groove wieder mit Robert Ponger zusammen, der bereits sein Debütalbum produziert hatte. Er wollte damit auch musikalisch an Einzelhaft anschließen, doch ähnelt es diesem nur wenig. Die Produktion Pongers, der moderne Dancefloor-Elemente der 1990er Jahre einfließen ließ, wurde oft als zu experimentell kritisiert.
Zwei Jahre später erschien Nachtflug, erneut eine Produktion von Bolland & Bolland. Musikalisch führte Falco die Linie von Falco 3 und Emotional fort. Das Album ist dem Pop-Rock zuzurechnen, wobei sich auch Reggae- und Latin-beeinflusste Songs wie Yah-Vibration oder Propaganda finden.
In den Jahren 1995 und 1996 wurden zwei neue Songs, Mutter der Mann mit dem Koks ist da und Naked, vorgestellt, die in die Richtung Techno/Eurodance gehen. Diese waren auch Teil des postum erschienenen Albums Out of the Dark (Into the Light) und geben dort die musikalische Richtung vor. Falco über Techno: „Natürlich ist Techno nicht meine Musik … wer aber Techno als momentanen, temporären Zustand versteht, der hat es leider nicht verstanden: Techno ist die originäre Jugendkultur der 90er.“
Falco gilt mit der Entwicklung seines Sprechgesangs als einer der ersten deutschsprachigen Rapper, auch wird er oftmals als „der erste weiße Rapper“ bezeichnet. Sehr umstritten ist allerdings seine Vorreiterrolle in der internationalen Hip-Hop-Szene. 1982 ging Falco nach New York, um dort mit seinem Song Der Kommissar Fuß zu fassen. Das Lied wurde besonders oft in New Yorker Clubs vom Hip-Hop-DJ Afrika Bambaataa aufgelegt. Mit ihm plante Falco eine Zusammenarbeit für das zweite Album, die allerdings nicht realisiert wurde.
Mehrmals wurde Falco, besonders in den österreichischen Medien, als einer der Mitbegründer dieses Genres bezeichnet, andere wollten ihm diese Rolle im Musikgeschäft nicht zuteilen. Er selbst sagte, er sehe sich als Popmusiker und nicht als Hip-Hopper. Dazu nahm Falco 1997 in einer im österreichischen Alternative-Radiosender FM4 übertragenen Diskussion mit der Wiener Rapcrew Schönheitsfehler Stellung. Damals sagte er, dass er sich nicht vom Hip-Hop abgrenze, aber mit dessen sozialkritischer Aussage nichts zu tun habe.

„Ich habe den Hip-Hop gelebt, aber nicht im amerikanischen Sinne, sondern den Wiener Hip-Hop.“

## Texte
Falcos Texte sind von Multilingualität und Sprachspielen in der Tradition der Wiener Gruppe (v. a.: H. C. Artmann, Gerhard Rühm und Ernst Jandl) geprägt. Er gilt als Erfinder des sogenannten „Manhattan-Schönbrunner-Deutsch“, in dem Wienerischer Dialekt, Hochdeutsch und Englisch vermischt werden. Inhaltlich befassen sich die Texte häufig mit den Themen Liebe, Dekadenz, Drogenkonsum und dessen Folgen (Ganz Wien, Der Kommissar) und sind oft vom Wiener Schmäh beeinflusst. Falco sagte zum Song Mutter der Mann mit dem Koks ist da: „Der Song handelt im Grunde genommen vom selben Thema wie der Kommissar, und es hat sich in den vergangenen Jahren herausgestellt, dass sich immer wieder dieselben Leute auf den Plan gerufen fühlen, die das ganze dann zu einem Hit machen“.
Des Öfteren waren seine Texte humorvoll oder zynisch veranlagt, ein Beispiel dafür ist der Song Titanic:

„Die Titanic sinkt in Panik ganz allanig – aber fesch
 Mit all den Millionen Cash und all der teuren Wäsch’
 Die Titanic sinkt in Panik ganz allanig – aber gut,
 Denn wer sich retten tut, der hat zum Untergang kan Mut
 Decadence for you and me, decadence“

In den 1990er Jahren unterrichtete Falco eine Klasse bei Christian Ide Hintzes „Schule für Dichtung“. Der Name des Kurses war „Schreibt Falco Texte? Wenn ja, wie?“.

## Musikvideos
Falcos Musikvideos wurden seit seiner zweiten Veröffentlichung Der Kommissar vom Duo DoRo („Torpedo Twins“) produziert. Das wohl bekannteste seiner Musikvideos war das zum Song Rock Me Amadeus, in dem Falco als „Mozart-Punk“ auftritt. Dieser Clip entstand aus der Idee, den Film Amadeus visuell neu zu verarbeiten.

## Einfluss und Rezeption

### Kritik
Bereits zu Beginn seiner Karriere stieß Falco mit seiner Musik auf massive Kritik der Medien. Der österreichische Radiosender Ö3 wollte seine ersten Songs That Scene und Der Kommissar, die 1981 veröffentlicht wurden, mit der Begründung, ein Geistesgestörter sänge, nicht spielen. Dann musste aber auch Ö3 dessen Lieder spielen, aber kommentierte sie, z. B. Junge Römer, das 1984 veröffentlicht wurde, wie folgt: „Das war Falco, jetzt aber spielen wir ordentliche Musik.“ Nachdem Falco erste große Erfolge verbuchen konnte, trat er oftmals in Radio- und Fernsehsendungen auf. Dabei wurde seine selbst entwickelte Kunstsprache als arrogant bezeichnet. Einige meinten, er wolle sich mit eigenem Dialekt von anderen abgrenzen.
Nach Falcos Tod erschienen mehrere Veröffentlichungen rund um seine Person und seine Musik; diese Kommerzialisierung wurde in der Öffentlichkeit häufig bemängelt. Kritik mussten sich unter anderem der Dokumentationsfilm Hoch wie nie und das gleichnamige Buch von DoRo sowie der postum veröffentlichte Longplayer Symphonic von Thomas Rabitsch gefallen lassen.

### Musikalischer Einfluss
Falco gilt mit seinem Musikstil als einer der Vorreiter im Bereich des deutschsprachigen Rap. So verwendete der deutsche Rapper Fler in seinem Song NDW 2005 die Melodie des Falco-Songs Rock Me Amadeus. Im dazugehörigen Video trägt er ein T-Shirt mit Falcos Konterfei. Außerdem gilt der Song Jeanny als Melodie-Vorbild für die Lieder An Tagen wie diesen der deutschen Hip-Hop-Gruppe Fettes Brot und Neue Numma 1 des Berliners Fler. Weiters gab die deutsche Rap-Crew Die Fantastischen Vier (Fanta4) Falco auf dem Album Fornika (2007) die musikalische Ehre. Für den Track Nikki war nie weg verwendeten sie die Rock-Me-Amadeus-Melodie. Das Bandmitglied Smudo äußerte sich zudem mehrfach anerkennend zu Falco.

### Falco und Drahdiwaberl
Nachdem der Song Ganz Wien auf Konzerten der Band Drahdiwaberl große Beliebtheit erlangt hatte, wurde das Debütalbum Psychoterror von Markus Spiegel produziert, auf dem dieser Titel enthalten ist. 1983 nahm Falco zusammen mit seiner ehemaligen Band den Song Die Galeere auf.

## Diskografie
Studioalben

| Jahr | Titel                            | Höchstplatzierung, Gesamtwochen, AuszeichnungChartplatzierungen (Jahr, Titel, Platzierungen, Wochen, Auszeichnungen, Anmerkungen) | Höchstplatzierung, Gesamtwochen, AuszeichnungChartplatzierungen (Jahr, Titel, Platzierungen, Wochen, Auszeichnungen, Anmerkungen) | Höchstplatzierung, Gesamtwochen, AuszeichnungChartplatzierungen (Jahr, Titel, Platzierungen, Wochen, Auszeichnungen, Anmerkungen) | Höchstplatzierung, Gesamtwochen, AuszeichnungChartplatzierungen (Jahr, Titel, Platzierungen, Wochen, Auszeichnungen, Anmerkungen) | Höchstplatzierung, Gesamtwochen, AuszeichnungChartplatzierungen (Jahr, Titel, Platzierungen, Wochen, Auszeichnungen, Anmerkungen) | Anmerkungen |
| Jahr | Titel                            | DE | AT | CH | UK | US | Anmerkungen |
| ---- | -------------------------------- | --- | --- | --- | --- | --- | --- |
| 1982 | Einzelhaft                       | DE17 a (21 Wo.)DE | AT1 ×2Doppelplatin · (49 Wo.)AT                                                                                                   | — | — | US64 (13 Wo.)US | Erstveröffentlichung: Mai 1982 Produktion: Robert Ponger |
| 1984 | Junge Roemer                     | DE49 b (2 Wo.)DE | AT1 Gold · (11 Wo.)AT | — | — | — | Erstveröffentlichung: April 1984 Produktion: Robert Ponger |
| 1985 | Falco 3                          | DE2 Platin · (33 Wo.)DE | AT1 Platin · (53 Wo.)AT | CH1 Gold · (24 Wo.)CH | UK32 (15 Wo.)UK | US3 Gold · (27 Wo.)US | Erstveröffentlichung: 11. September 1985 Produktion: Bolland & Bolland                                                                                              |
| 1986 | Emotional                        | DE1 Gold · (15 Wo.)DE | AT1 Gold · (19 Wo.)AT | CH5 (9 Wo.)CH | — | — | Erstveröffentlichung: 23. Oktober 1986 Produktion: Bolland & Bolland                                                                                                |
| 1988 | Wiener Blut                      | DE9 (10 Wo.)DE | AT2 (11 Wo.)AT | CH12 (6 Wo.)CH | — | — | Erstveröffentlichung: 15. September 1988 Produktion: Gunther Mende, Candy de Rouge, Bolland & Bolland                                                               |
| 1990 | Data de Groove                   | DE15 c (1 Wo.)DE | AT5 c (11 Wo.)AT | CH53 c (1 Wo.)CH | — | — | Erstveröffentlichung: 25. Mai 1990 Produktion: Robert Ponger |
| 1992 | Nachtflug                        | DE73 (3 Wo.)DE | AT1 Gold · (12 Wo.)AT | — | — | — | Erstveröffentlichung: 24. September 1992 Produktion: Bolland & Bolland, Harald Kloser, Thomas Schobel                                                               |
| 1998 | Out of the Dark (Into the Light) | DE3 Platin · (50 Wo.)DE | AT1 ×2Doppelplatin · (23 Wo.)AT                                                                                                   | CH4 Platin · (25 Wo.)CH | — | — | Erstveröffentlichung: 27. Februar 1998 drei Wochen nach Falcos Tod ursprünglich geplanter Titel: Egoisten                                                           |
| 1999 | Verdammt wir leben noch          | DE35 (4 Wo.)DE | AT3 (5 Wo.)AT | — | — | — | Zusammenstellung von früheren nicht verwendeten Aufnahmen und Remix-Versionen Erstveröffentlichung: Februar 1999                                                    |
| 2009 | The Spirit Never Dies            | DE3 Gold · (23 Wo.)DE | AT1 Platin · (19 Wo.)AT | CH33 (14 Wo.)CH | — | — | Zusammenstellung größtenteils unveröffentlichter Songs, mehrere davon von einem 1987 gescheiterten Vorläufer von Wiener Blut Erstveröffentlichung: 4. Dezember 2009 |

grau schraffiert: keine Chartdaten aus diesem Jahr verfügbar

## Auszeichnungen
- Pop Amadeus Austria  1986: Gewinner des Pop Amadeus
- Bambi 1986: erfolgreichster Popsänger des Jahres

- Goldene Europa
  - 1982: Künstler des Jahres
  - 1986: Künstler des Jahres
- Bravo Otto
  - 1985: Bester Sänger
  - 1986: Bester Sänger
- Echo
  - 1999: Lebenswerk
- Amadeus Austrian Music Award
  - 2000: Lebenswerk und als Künstler Pop/Rock national
  - 2005: Musik-DVD des Jahres – „Live Donauinsel + Stadthalle Wien“
  - 2007: Musik-DVD des Jahres – „Hoch wie nie“
  - 2009: Posthum - Nominiert in der Kategorie Musik-DVD des Jahres: Donauinsel Live - 15th aniversary Edition
  - 2018: Posthum - "FALCO 60" - Nominiert in der Kategorie "Album des Jahres"

Mit vier Nummer-1-Hits – Der Kommissar, Rock Me Amadeus, Jeanny, Part I und Coming Home (Jeanny Part 2, One Year Later) – gehört Falco zu den erfolgreichsten Künstlern in den deutschen Charts seit 1980. In Österreich hatte er zwischen 1981 und 1986 drei Nummer-1-Hits. Außerdem platzierten sich acht seiner Singles in den österreichischen Top 3, womit er nur von ABBA, The Beatles und Boney M. übertroffen wird.

## Nachlass
Die Falco Privatstiftung verwaltet den Nachlass Falcos, zu dem die Musikrechte und private Gegenstände gehören. Die vom Unternehmer Ronald Seunig geführte Privatstiftung unterstützt laut Satzung österreichische Nachwuchskünstler mit der Initiative Falco goes school und betreibt die Website www.falco.at.
Nach Falcos Tod waren seine Eltern Maria und Alois Hölzel die einzigen Angehörigen. Beim Tod der Mutter (2014), deren Pflege bis dato von der Stiftung bezahlt worden war, wurde Seunig als Universalerbe in Maria Hölzels Testament genannt; Falcos Vater, der 2019 starb, war noch zu ihren Lebzeiten nicht erbberechtigt. Um das Erbe von – nach Angaben Seunigs – geschätzt 1,3 Millionen Euro plus jährlicher Tantiemeneinnahmen wurde ein langjähriger Gerichtsstreit geführt, weil der Sachwalter der nach einem Schlaganfall nicht mehr geschäftsfähigen Mutter die Gründungsumstände der Privatstiftung anzweifelte. Die Auseinandersetzungen wurden 2009 nach einem Sachwalterwechsel beigelegt.

## Sonstiges
- Als Hommage des Autors Peter Griese – Falco war ein Leser der Serie – erschien 1985 in der Science-Fiction-Reihe Perry Rhodan eine Figur mit Namen „Falco Hoelzel“ in den Heftnummern 1263 und 1268. In Anlehnung an eine Textzeile aus Falcos Lied Maschine brennt („Den Schaden hat nur der, der ohne Fallschirm dann elftausend Meter in die Tiefe fällt.“) fiel diese in Band 1263 ohne Fallschirm in die Tiefe.[77]
- Falco spielte sich in den Filmen Der Formel Eins Film sowie Geld oder Leber! von 1986 selbst. In letzterem werden auch einige seiner Lieder verwendet, und The Sound of Musik ist als Konzertauftritt zu sehen. Zudem hatte er 1990 einen Gastauftritt in der 10. Folge der Serie Ein Schloß am Wörthersee.
- Tribute to Falco von The Bolland Project feat. Alida erreichte 1998 Platz 95 in den deutschen Charts.[78]
- Die österreichische Band Erste Allgemeine Verunsicherung machte auf ihrem Album Austropop in Tot-Weiß-Tot (unter dem Pseudonym Klaus Eberhartinger & Die Gruftgranaten) aus Falcos Rock Me Amadeus den Titel Fragt’s mi, wann man gehn muss.
- 2004 wurde zur österreichischen Vorentscheidung zum Eurovision Song Contest der von Falco geschriebene, bis dahin unveröffentlichte Titel Sexuality, gesungen von André Leherb, eingereicht. Er belegte den neunten und damit vorletzten Platz.
- Bei einer Auktion im Juli 2004 wurde Falcos Mercedes 280 CE, den er 1982 gekauft hatte, für 50.000 Euro versteigert.
- 2012 veröffentlichte die Dark-Metal-Band Eisregen auf einer Kompilation ihrer älteren Songs eine Coverversion von Falcos Hit Mutter, der Mann mit dem Koks ist da.
- Im Frühjahr 2017 erschien anlässlich Falcos 60. Geburtstag im Amalthea Verlag die Graphic Novel Falco – Die Legende lebt von Reinhard Trinkler.[79]
- Einen Tag vor Falcos 60. Geburtstag, am 18. Februar 2017, wurde im Admiralspalast in Berlin Falco – das Musical uraufgeführt.[80]
- Im Mai 2018 erschien das Tributealbum Sterben um zu Leben, eine Hommage an Falco und seinen Einfluss auf die Musikgeschichte mit Neuinterpretationen seiner größten Werke durch Künstler der Deutschrap-Szene, u. a. Kontra K, Celo & Abdi, Sido, Ali As und Frauenarzt.[81]